# Mandonio

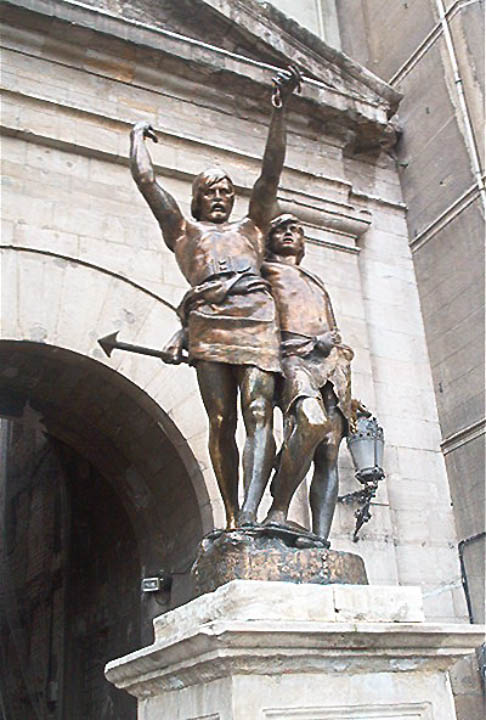
Statua di Indibile (sinistra) e Mandonio (destra) a Lleida.

Mandonio (... – 205 a.C.) fu un re iberico, re degli Ausetani al tempo della Seconda guerra punica.

## Biografia
Secondo quanto riportato da Polibio, Mandonio era fratello di Andobale e si unì alla lotta contro i Romani nel 217 a.C.. In seguito alla conquista romana di Nova Carthago da parte di Scipione Africano, si racconta che tra le prigioniere vi fosse anche sua moglie, già piuttosto anziana, la quale si gettò ai piedi di Scipione pregandolo, tra le lacrime, che si prendesse cura della loro dignità più di quanto non avessero fatto i Cartaginesi. Publio, colto da compassione, le chiese cosa le mancasse e la stessa gli fece capire che non era il cibo ma la sicurezza per lei e le figlie, in quanto potevano essere esposte alla violenza dei suoi soldati.